# Піщанотаволжанська сільська рада
Піщанотаволжа́нська сільська рада (рос. Песчанотаволжанский сельский совет) — сільське поселення у складі Шадрінського району Курганської області Росії.
Адміністративний центр — село Піщанотаволжанське.
Населення сільського поселення становить 386 осіб (2017; 443 у 2010, 698 у 2002).

## Склад
До складу сільського поселення входять:
| Населений пункт          | Населення, осіб (2002) | Населення, осіб (2010) |
| ------------------------ | ---------------------- | ---------------------- |
| Піщанотаволжанське, село | 365                    | 244                    |
| Фрунзе, присілок         | 333                    | 199                    |